# Lohengrin Filipello
Lohengrin Filipello (ca. 1918 - 29 de diciembre de 1993) fue un presentador de la televisión de Suiza.
En 1956, Lohengrin Filipello tuvo el honor de presentar para toda Europa la primera Edición del Festival de la Canción de Eurovisión, celebrada en Lugano (Suiza). También fue el único presentador masculino que presentaba el festival hasta que la edición de 1978 la copresentó Léon Zitrone, y Filipello continúa siendo su único presentador masculino en solitario. Posteriormente, Filipello siguió involucrado en el Festival de Eurovisión, ya que presentó las finales nacionales de Suiza en 1961 y 1967 para seleccionar cantante y canción para Eurovisión.
Murió el 29 de diciembre de 1993 a los 75 años de edad.